# Casa greca
Con casa greca si intende un edificio destinato a fungere da abitazione tipo della società dell'antica Grecia. Era detto "οικία", "oikia", e poteva intendere sia il luogo in cui si vive, sia l'habitat umano, da cui "eco-logia" e altri composti.

## Fonti scritte
Oltre ai resti archeologici, i siti sono orientati direttamente sulla struttura e sull'organizzazione della casa greca. Molti autori infatti, parlando di altri argomenti a volte aggiungono nelle loro opere dettagli sull'organizzazione o sulla struttura delle case della loro epoca che possono dare informazioni molto importanti.
Alle donne e ai bambini, il gineceo (in cui poteva accedere solo il marito e pochi parenti stretti) è la parte dedicata agli ospiti stranieri, terza parte, invece, che Vitruvio dice non essere fondamentale, seppur a volte presente. Secondo lui, in ognuna di queste parti, era presente una corte con peristilio.
Questo particolare in effetti ha suscitato molti dubbi ed ha più volte portato a interpretazioni sbagliate dei resti archeologici, troppo spesso studiati nell'intenzione di riconoscere nelle vestigia giunteci proprio la casa descritta nel trattato dell'architetto romano.
È infatti difficile credere che le case della gente comune (e spesso povera) avessero due o addirittura tre corti a peristilio e dunque ci si può domandare a quale tipo di casa facesse veramente riferimento Vitruvio. Diverse proposte sono state avanzate, c'è chi ha proposto di riconoscere la casa vitruviana nelle case di Delo, che però studi più approfonditi hanno dimostrato non trattarsi di case singole con più corti, ma di più case riunite in sorte di nuclei; c'è chi invece ha proposto di cercarne il modello nelle case dell'aristocrazia macedone di epoca ellenistica, in particolare nelle case della capitale del regno, Pella, idea questa che ha buoni motivazioni per essere sostenuta; altri ancora ne vedono la fonte di ispirazione addirittura nei palazzi dei re e dei principi ellenistici, soprattutto macedoni, come per esempio i palazzi di Pella o di Aigai, con le loro sontuose e vaste corti.
La questione della vera natura della casa descritta da Vitruvio resta dunque ancora ape

### Senofonte
Anche Senofonte, nel suo testo di economia, ci dà alcune informazioni sulla struttura e soprattutto sull'organizzazione della casa dei suoi tempi. L'aspetto forse più interessante è che anch'egli descrive la presenza di locali prettamente riservati alle donne ed agli uomini, ma ne da una spiegazione ed una funzione totalmente diversa da quella che ci si potrebbe attendere e per certi versi sorprendente. Egli infatti afferma che uomini e donne potevano accedere abbastanza liberamente a più o meno tutti i locali. L'unica restrizione era presente durante la notte, e in effetti non coinvolgeva neppure i padroni di casa. Egli infatti descrive l'uso di separare durante la notte gli uomini schiavi dalle donne schiave, rinchiudendoli appunto in locali riservati prettamente agli uni o agli altri, e questo semplicemente per evitare che fra gli schiavi stessi vi fossero dei rapporti indesiderati ai padroni.
Dunque secondo Senofonte vi erano si dei locali prettamente maschili e dei locali prettamente femminili, ma servivano principalmente a rinchiudervi gli schiavi durante la notte.
Anche in questo caso, tuttavia, è difficile capire a quale tipo di casa faccia riferimento l'autore, si può pensare che la situazione e l'organizzazione da lui descritte fossero presenti soprattutto nelle case di campagna.

### Lisia
Lisia, come molti altri logografi, nelle orazioni che scrive spesso per sostenere le sue accuse o per difendere un suo cliente ci descrive alcuni particolari interessanti riguardo alle abitazioni dei suoi tempi. 
Da questo passaggio si capisce che la casa della gente di Atene poteva avere due piani, e che questi piani erano divisi fra uomini e donne: al piano superiore vi erano i locali delle donne, al piano inferiore, dove venivano anche accolti i visitatori, vi erano i locali degli uomini. I neonati sembra stessero al piano inferiore, per sicurezza probabilmente, motivo per cui appunto nel caso descritto da Lisia, la moglie di Eufileto, chiede di poter dormire al piano inferiore.
Da un altro passo della stessa orazione inoltre si capisce che al piano inferiore vi era una sorta di atrio che separava la porta d'entrata della casa da quella della stanza da letto: infatti quando Eufileto vuole cogliere sul fatto la moglie adultera passa prima dalla porta della casa, e poi dalla porta della stanza.
Si potrebbe pensare che questo "atrio" non sia altro che una corte, come quelle descritte da Vitruvio, e che dunque le due porte siano rispettivamente la porta che dalla strada dà alla corte e la porta che dalla corte dà alla camera da letto. Questa però resta soltanto un'ipotesi, in nessun passaggio dell'orazione infatti Lisia parla dell'esistenza di una vera e propria corte.

## Casa popolare
Nelle città in generale la casa della gente comune era spesso molto misera, a partire dal IV secolo a.C. si osserva un cambiamento nella struttura interna della casa, che inizia ad essere organizzata attorno ad una corte centrale su cui si aprono le varie stanze. Spesso erano presenti due piani, almeno per una parte dell'edificio, e a dipendenza della storia e dell'origine della città, la casa poteva sorgere aggregandosi in modo organico, e quindi disordinato, alle case precedenti oppure poteva essere edificata in lotti dai confini definiti, seguendo così dei piani ordinati. Questa seconda situazione si trova soprattutto nelle città fondate in epoca ellenistica e più in generale in quelle città che furono progettate secondo un piano ippodameo, che prevedeva la costruzione delle case in lotti di dimensioni uniformi delimitati da strade ortogonali. Le dimensioni di questi lotti erano decise dai governanti, mentre la loro organizzazione interna era stabilita dai vari proprietari.
Olinto, una città riorganizzata nel 432 e abbandonata nel 348, mostra bene la struttura delle case tra la fine del V secolo a.C. e l'inizio del IV. La città era progettata secondo un piano ipodameo e le case sorgevano nelle varie insulae, i quartieri della città. Le case avevano generalmente due piani, seppure il secondo fosse spesso rudimentale; era presente una corte, seppur abbastanza sommaria e priva di peristilio.
Le stanze più "nobili" si trovavano per lo più a nord, con le porte orientate verso sud, a volte precedute da un pastas, una sorta di vestibolo.
Fra queste stanze era sempre presente un androne, cioè una sala destinata ai banchetti, riconoscibile dalla porta non centrale e dal pavimento spesso in ciottoli o, nelle case più ricche, decorato con mosaici. L'androne era in effetti un elemento indispensabile nella casa greca, praticamente tutte le case ne possedevano uno, anche le più modeste, chi invece poteva permetterselo ne possedeva anche più di uno.
Eretria invece era una città antica, dunque cresciuta organicamente senza seguire piani prestabiliti. Qui si sono trovati i resti di alcune case della fine del IV secolo che mostrano la tappa successiva dell'evoluzione. L'elemento fondamentale, in queste case, è la presenza di una corte a peristilio, che, confrontando anche altri siti, sembra diffondersi in molte città greche tra la fine del IV secolo e l'inizio del III. Una di queste case, che può ben fungere da modello, è chiamata casa dei mosaici a causa dei mosaici, raffiguranti scene mitologiche, che ricoprivano i suoi diversi androni.
La casa è situata a nord, poco distante dall'acropoli, e si può supporre che fosse una casa appartenente a persone del ceto medio. Attorno alla corte centrale, protetta da tre colonne per lato, si snodano diverse stanze dai vari utilizzi.
Gli androni si aprivano direttamente sulla corte, al massimo venendo preceduti da un piccolo vestibolo.
Alcuni locali più appartati sono interpretati da alcuni studiosi come dei locali privati contrapposti agli androni, locali pubblici per eccellenza, o addirittura come locali riservati alle donne

## Casa aristocratica greca
Le case dell'aristocrazia hanno di solito una struttura simile a quella delle case più povere, con tuttavia una pianta più sviluppata. Uno degli esempi più interessanti, benché scavate ancora limitatamente, sono forse le case aristocratiche di epoca ellenistica di Pella, in quanto sono forse quelle che più si avvicinano al modello vitruviano.
Esse appartenevano a dei membri molto alti dell'aristocrazia, o forse addirittura a dei parenti del re stesso.
Caratteristica principale di queste case era la presenza di due corti a peristilio, una principale, probabilmente dove venivano accolti gli ospiti, a cui si aveva accesso dalla porta che dava sulla strada, ed una secondaria, più appartata, che forse aveva scopi più privati o forse anche era il centro dell'area della casa dedicata alle donne. Seppur nelle case scavate fino ad ora non sembra essere presente una terza parte, quella che Vitruvio dice riservata per gli ospiti, non è per nulla impensabile che siano state proprio queste case di Pella a fungere da modello all'architetto romano. È infatti plausibile pensare che quando i Romani conquistarono la Macedonia, si figurarono queste case come le case tipiche dell'aristocrazia greca.